# Kevin Pollak
Kevin Elliot Pollak (São Francisco, 30 de outubro de 1957) é um ator, comediante e apresentador de televisão norte-americano.
Começou sua carreira fazendo comédia stand-up, aos dez anos de idade, e realizou sua primeira turnê profissional aos vinte anos. Em 1988, conseguiu um papel no filme Willow, de George Lucas, e deu início à sua carreira como ator.

## Carreira
| Ano  | Título                                         | Papel                             | Obs.                                                                                             |
| ---- | ---------------------------------------------- | --------------------------------- | ------------------------------------------------------------------------------------------------ |
| 1983 | The Right Stuff                                | Dwight D. Eisenhower              | (Voz) não-creditado                                                                              |
| 1987 | Million Dollar Mystery                         | Policial Quinn                    | primeiro papel creditado em longa-metragem                                                       |
| 1988 | Willow                                         | Rool                              |                                                                                                  |
| 1990 | Coming of Age                                  | Brian Brinker                     | série de televisão                                                                               |
| 1990 | Avalon                                         | Izzy Kirk                         |                                                                                                  |
| 1991 | L.A. Story                                     | Frank Swan                        |                                                                                                  |
| 1991 | Another You                                    | Phil                              |                                                                                                  |
| 1991 | Morton & Hayes                                 | Chick Morton                      | série de televisão                                                                               |
| 1991 | Ricochet                                       | Larry Doyle                       |                                                                                                  |
| 1992 | The Opposite Sex and How to Live with Them     | Eli                               |                                                                                                  |
| 1992 | A Few Good Men                                 | Ten. Sam Weinberg                 |                                                                                                  |
| 1993 | Indian Summer                                  | Brad Berman                       |                                                                                                  |
| 1993 | Wayne's World 2                                | Jerry Segel                       |                                                                                                  |
| 1993 | Grumpy Old Men                                 | Jacob Goldman                     |                                                                                                  |
| 1994 | ExtraTERRORestrial Alien Encounter             | Spinlok                           | Disney World Ride (desde então substituído por Stitch's Great Escape!)                           |
| 1994 | Clean Slate                                    | Rosenheim                         |                                                                                                  |
| 1995 | The Usual Suspects                             | Todd Hockney                      | National Board of Review Award de melhor elenco                                                  |
| 1995 | Miami Rhapsody                                 | Jordan Marcus                     |                                                                                                  |
| 1995 | Canadian Bacon                                 | Stu Smiley                        |                                                                                                  |
| 1995 | Casino                                         | Phillip Green                     |                                                                                                  |
| 1995 | Grumpier Old Men                               | Jacob Goldman                     |                                                                                                  |
| 1995 | Chameleon                                      | Matt Gianni                       |                                                                                                  |
| 1995 | The Drew Carey Show                            | Sr. Bell                          | série de televisão, apenas primeira temporada                                                    |
| 1996 | House Arrest                                   | Ned Beindorf                      |                                                                                                  |
| 1996 | That Thing You Do!                             | Victor 'Boss Vic Koss' Kosslovich |                                                                                                  |
| 1997 | Truth or Consequences, N.M.                    | Gordon Jacobson                   |                                                                                                  |
| 1998 | Buffalo '66                                    | Narrador esportivo                |                                                                                                  |
| 1998 | From the Earth to the Moon                     | Joe Shea                          | Indicado - Satellite Award de melhor ator - minissérie ou filme de televisão                     |
| 1998 | Hoods                                          | Rudy                              |                                                                                                  |
| 1999 | Outside Ozona                                  | Wit Roy                           |                                                                                                  |
| 1999 | Deal of a Lifetime                             | Jerry                             |                                                                                                  |
| 1999 | She's All That                                 | Wayne Boggs                       |                                                                                                  |
| 1999 | The Sex Monster                                | Dr. Jerry Berman                  |                                                                                                  |
| 1999 | Deterrence                                     | Presidente Walter Emerson         |                                                                                                  |
| 1999 | End of Days                                    | Bobby Chicago                     | Indicado — Blockbuster Entertainment Award de ator coadjuvante favorito (ação/ficção-científica) |
| 1999 | Work with Me                                   | Jordan Better                     | série de televisão                                                                               |
| 2000 | The Whole Nine Yards                           | Janni Pytor Gogolak               |                                                                                                  |
| 2000 | Steal This Movie!                              | Gerry Lefcourt                    |                                                                                                  |
| 2001 | The Wedding Planner                            | Dr. John Dojny                    |                                                                                                  |
| 2001 | 3000 Miles to Graceland                        | Damitry                           |                                                                                                  |
| 2001 | Dr. Dolittle 2                                 | Riley/Aligátor                    |                                                                                                  |
| 2002 | Stolen Summer                                  | Rabbi Jacobsen                    |                                                                                                  |
| 2002 | Frank McKlusky, C.I.                           | Ronnie Rosengold                  |                                                                                                  |
| 2002 | Juwanna Mann                                   | Lorne Daniels                     |                                                                                                  |
| 2002 | Mother Ghost                                   | Dr. Norris                        |                                                                                                  |
| 2002 | The Santa Clause 2                             | Cupido                            |                                                                                                  |
| 2003 | Rolling Kansas                                 | Agente Brinkley                   | não-creditado                                                                                    |
| 2003 | Blizzard                                       | Archimedes                        |                                                                                                  |
| 2004 | Seven Times Lucky                              | Harlan                            |                                                                                                  |
| 2004 | The Whole Ten Yards                            | Lazlo Gogolak                     |                                                                                                  |
| 2004 | Our Time is Up                                 | Dr. Stern                         | Indicado para o Oscar de melhor curta-metragem                                                   |
| 2005 | Hostage                                        | Walter Smith                      |                                                                                                  |
| 2005 | Magnificent Desolation: Walking on the Moon 3D | Diretor (voz)                     |                                                                                                  |
| 2005 | The Aristocrats                                | Ele próprio                       |                                                                                                  |
| 2006 | The Santa Clause 3: The Escape Clause          | Cupido                            |                                                                                                  |
| 2006 | The Lost Room                                  | Karl Kreutzfeld                   | minissérie                                                                                       |
| 2007 | Numb                                           | Tom                               |                                                                                                  |
| 2007 | Shark                                          | Promotor público Leo Cutler       | série de televisão                                                                               |
| 2008 | Otis                                           | Eli                               |                                                                                                  |
| 2008 | Picture This                                   | Tom Gilbert                       |                                                                                                  |
| 2008 | Tortured                                       | Dr. Shaw                          |                                                                                                  |
| 2008 | Entourage                                      | Sr. Bob Levine                    | série de televisão, episódio 503 - "The All Out Fall Out"                                        |
| 2009 | 2:13                                           | Walter Smith                      |                                                                                                  |
| 2009 | Middle Men                                     | Curt Allmans                      |                                                                                                  |
| 2010 | Columbus Circle                                | Klandermann                       | co-roteirista e produtor executivo                                                               |
| 2010 | Cop Out                                        | Hunsaker                          |                                                                                                  |
| 2010 | Vamped Out                                     | Elliot Finke                      | web-série (também creditado como diretor, criador, roteirista e produtor)                        |
| 2011 | Choose                                         | Xerife Tom Wagner                 |                                                                                                  |
| 2011 | Red State                                      | ASAC Brooks                       |                                                                                                  |
| 2011 | The Big Year                                   | Eli                               |                                                                                                  |
| 2012 | Geezers!                                       | Kevin                             |                                                                                                  |
| 2012 | Chez Upshaw                                    |                                   |                                                                                                  |
| 2012 | Men at Work                                    | Pavel                             | série de televisão, episódio 105 - "Toilet of Eden"                                              |
| 2016 | War Dogs                                       | Ralph Slutzky                     |                                                                                                  |
| 2021 | Notorious Nick                                 |                                   |                                                                                                  |